# Gadella edelmanni
Gadella edelmanni är en fiskart som först beskrevs av Brauer, 1906.  Gadella edelmanni ingår i släktet Gadella och familjen Moridae. Inga underarter finns listade i Catalogue of Life.